# Пелличча, Арриго
Арри́го Пелли́чча, Пелличья (итал. Arrigo Pelliccia; 4 ноября 1912, Виареджо — 10 ноября 1987, Рим) — итальянский скрипач.
Учился в Болонье и в Риме, совершенствовал своё мастерство в Берлине под руководством Карла Флеша. Концертировал с 1931 года. В 1948 году исполнил в Венеции европейскую премьеру скрипичного концерта Арнольда Шёнберга, был пропагандистом творчества Альбана Берга и Эрнста Кшенека (с которым сотрудничал и как с дирижёром, записав вместе с Симфоническим оркестром Итальянского радио в Риме концерт Джованни Перголези, 1961). Иногда исполнял и партию альта — в частности, в записи «дуэта для скрипки и альта» Моцарта с Артюром Грюмьо.
Известен также как ансамблевый исполнитель — в составе Трио Сантоликвидо (1942—1977) с пианисткой Орнеллой Сантоликвидо и виолончелистом Массимо Амфитеатровым и в составе так называемого Римского квартета (с 1956 года) — те же и альтист Бруно Джуранна. Все названные музыканты также много выступали и записывались с оркестром «Виртуозы Рима».
В 1939—1959 годах преподавал в Неаполитанской консерватории, затем в Риме. В 1976 году стал первым руководителем итальянского отделения Европейской ассоциации педагогов-струнников (ESTA).